# Heterophryxus appendiculatus
Heterophryxus appendiculatus är en kräftdjursart som beskrevs av Georg Ossian Sars 1885. Heterophryxus appendiculatus ingår i släktet Heterophryxus och familjen Dajidae.
Artens utbredningsområde är havet utanför Kap Verde. Inga underarter finns listade i Catalogue of Life.